# Campionato sudamericano di club 1987 (hockey su pista)
Il Campionato sudamericano 1987 è stata la 6ª edizione della massima competizione sudamericana di hockey su pista riservata alle squadre di club. Il torneo ha avuto luogo dal 5 all'8 dicembre 1987 in Cile a SSantiago del Cile. Il titolo è stato conquistato dagli argentini del Concepción per la terza volta nella loro storia sconfiggendo in finale i cileni del Deportivo Thomas Bata.

## Squadre partecipanti
| Nazione   | Club                  | Città       | Qualificazione |
| --------- | --------------------- | ----------- | -------------- |
| Argentina | Concepción            | Concepción  |                |
| Argentina | Social San Juan       | San Juan    |                |
| Argentina | UV Trinidad           | San Juan    |                |
| Brasile   | Sertãozinho           | Sertãozinho |                |
| Brasile   | Smar                  |             |                |
| Cile      | Deportivo Thomas Bata | Peñaflor    |                |
| Cile      | UMCE                  | Ñuñoa       |                |
| Colombia  | Mimbre                |             |                |

## Prima fase

### Girone A

#### Risultati
|           | Partita                |       |
| --------- | ---------------------- | ----- |
| 5-12-1987 | Smar - Mimbre          | 3 - 1 |
| 5-12-1987 | UMCE - Social San Juan | 3 - 2 |
| 6-12-1987 | UMCE - Smar            | 2 - 3 |
|           |                        |       |

|           | Partita                  |       |
| --------- | ------------------------ | ----- |
| 6-12-1987 | Social San Juan - Mimbre | 6 - 2 |
| 6-12-1987 | Social San Juan - Smar   | 2 - 1 |
| 6-12-1987 | UMCE - Mimbre            | 2 - 4 |
|           |                          |       |

#### Classifica finale
|  | Pos. | Squadra         | Pt | G | V | N | P | GF | GS | DR |
|  | ---- | --------------- | -- | - | - | - | - | -- | -- | -- |
|  | 1.   | Social San Juan | 4  | 3 | 2 | 0 | 1 | 10 | 7  | +3 |
|  | 2.   | Smar            | 4  | 3 | 2 | 0 | 1 | 7  | 5  | +2 |
|  | 3.   | Mimbre          | 2  | 3 | 1 | 0 | 2 | 7  | 11 | -2 |
|  | 4.   | UMCE            | 2  | 3 | 1 | 0 | 2 | 7  | 9  | -2 |

Legenda:
      squadre qualificate alla fase finale.
Note:
Due punti a vittoria, uno a pareggio, zero a sconfitta.

### Girone B

#### Risultati
|           | Partita                             |       |
| --------- | ----------------------------------- | ----- |
| 5-12-1987 | Concepción - UV Trinidad            | 3 - 2 |
| 5-12-1987 | Deportivo Thomas Bata - Sertãozinho | 2 - 2 |
| 6-12-1987 | Concepción - Sertãozinho            | 1 - 1 |
|           |                                     |       |

|           | Partita                             |       |
| --------- | ----------------------------------- | ----- |
| 6-12-1987 | Deportivo Thomas Bata - UV Trinidad | 2 - 1 |
| 6-12-1987 | Sertãozinho - UV Trinidad           | 2 - 3 |
| 6-12-1987 | Concepción - Deportivo Thomas Bata  | 2 - 3 |
|           |                                     |       |

#### Classifica finale
|  | Pos. | Squadra               | Pt | G | V | N | P | GF | GS | DR |
|  | ---- | --------------------- | -- | - | - | - | - | -- | -- | -- |
|  | 1.   | Deportivo Thomas Bata | 5  | 3 | 2 | 1 | 0 | 7  | 5  | +2 |
|  | 2.   | Concepción            | 3  | 3 | 1 | 1 | 1 | 6  | 6  | 0  |
|  | 3.   | UV Trinidad           | 2  | 3 | 1 | 0 | 2 | 6  | 7  | -1 |
|  | 4.   | Sertãozinho           | 2  | 3 | 0 | 2 | 1 | 5  | 6  | -1 |

Legenda:
      squadre qualificate alla fase finale.
Note:
Due punti a vittoria, uno a pareggio, zero a sconfitta.

## Fase finale

### Semifinali
| Santiago del Cile 7 dicembre 1987 | Social San Juan | 1 – 4 | Concepción |  |

| Santiago del Cile 7 dicembre 1987 | Deportivo Thomas Bata | 6 – 3 | Smar |  |

### Finali
| Santiago del Cile 7 dicembre 1987 Finale 7º e 8º posto | UMCE | 2 – 3 | Sertãozinho |  |

| Santiago del Cile 8 dicembre 1987 Finale 5º e 6º posto | Mimbre | 1 – 3 | UV Trinidad |  |

| Santiago del Cile 8 dicembre 1987 Finale 3º e 4º posto | Social San Juan | 1 – 1 | Smar |  |

| Santiago del Cile 8 dicembre 1987 Finale 1º e 2º posto | Deportivo Thomas Bata | 2 – 3 | Concepción |  |

## Campioni
| Campione del Sudamerica 1987 |
| ---------------------------- |
| Concepción 3º titolo         |